# Isle of You

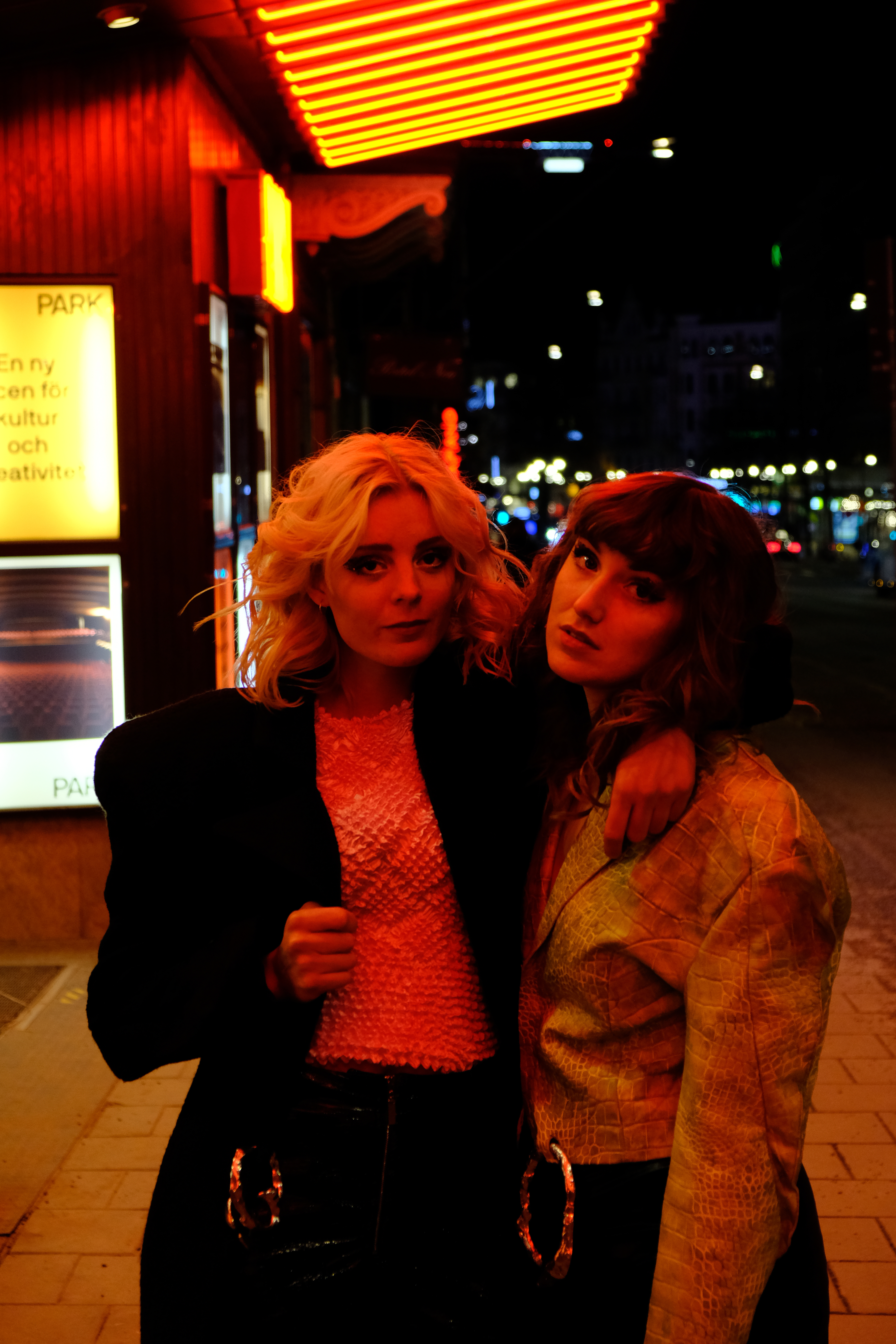
Ida Johansson och Elina Danielsson i Isle of You

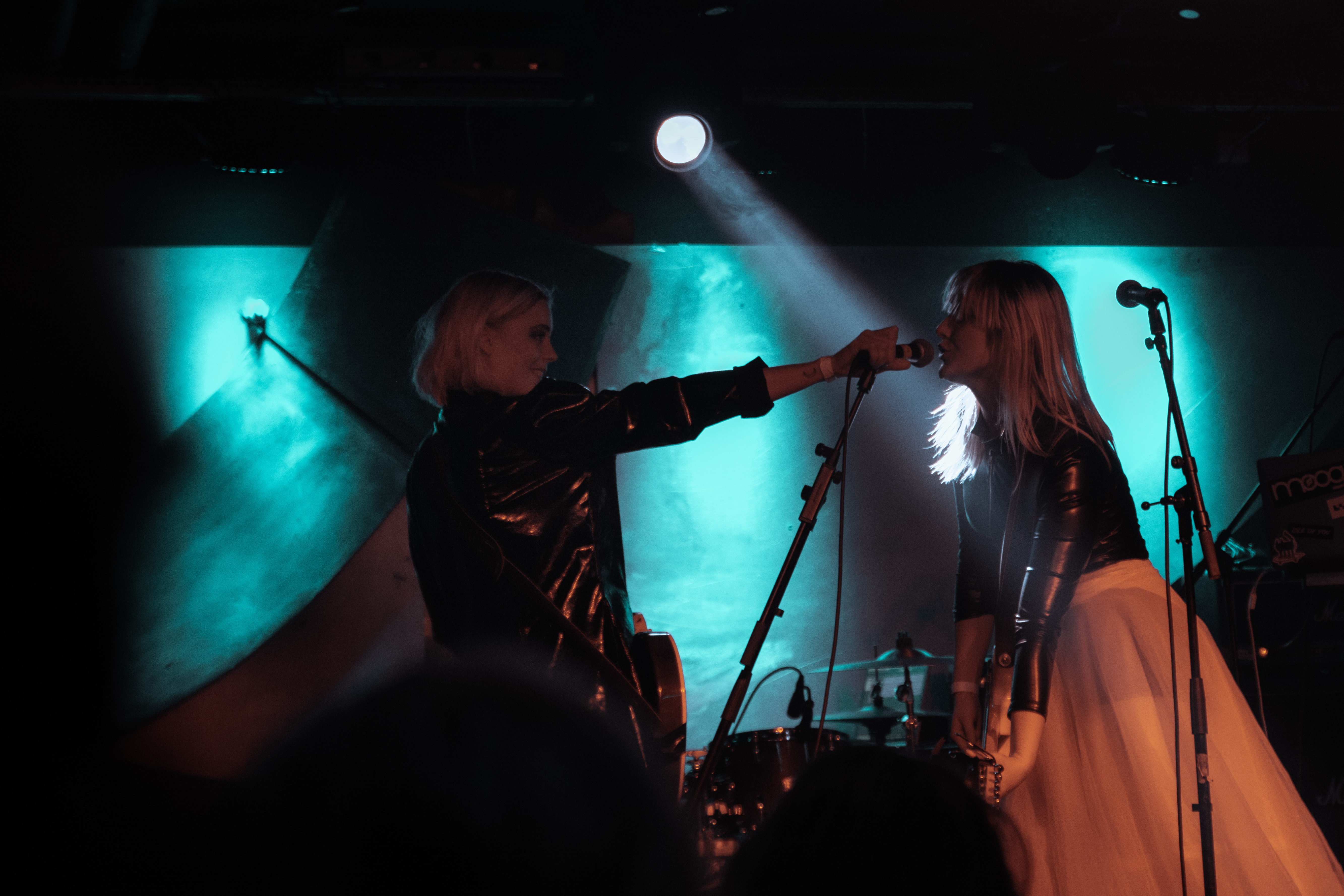
Isle of You live på L’Orient, Linköping

Isle of You är en svensk popduo från Öland. Den består av Ida Johansson (sång, gitarr) och Elina Danielsson (sång, gitarr).

## Historia
2013 vann gruppen länsfinalen för en musiktävling för ungdomar, Musik Direkt. 2014 inledde gruppen ett samarbete  med Rampac recordings. I maj 2015 medverkade Isle of You för första gången i SVT:s Gomorron Sverige. På våren 2016 signades Isle of You av Universal / Capitol Records för Skandinavien och Finland.
Den 10 juni 2016 släppte Isle of You sin första singel 50 +1 som veckan därpå gick upp på första plats på Spotifys lista för virala låtar. Låttexten till 50 +1 innehåller bland annat referenser till "Taylor Swift" och meningen "Taylor Swift crush" har uppmärksammats på bloggar.
50 +1 spelas i alla svenska Lindexbutiker efter att Soundtrack your brand kurerat den på sin spellista.
2017 inledde duon ett samarbete med United Screens.
Under våren 2017 spelade Isle of You för fångar i fängelset Pedegral, Medellín, Colombia. Duon framträdde även på barnhem i Medellín. Under besöket fick de idén om den kommande singeln Bodyguard.
I april 2017 var Isle of You enda svenska akten uttagna till Canadian Music Week i Toronto. 
Juli 2017 framträdde Isle of You på Peace and Love, Putte i Parken och Latitud 57.
20 april 2018 släppte duon låten Skintight.
1 juni 2018 släpptes låten Bodyguard som uppmärksammades av Sia som la till Bodyguard till sin spellista Team Sia's ear candy. Strax därefter plockades Bodyguard in på Sveriges Radio P3 och P3 Spotify Spellista. 
Singeln "Backseat Ceremony" roterade åtta veckor på P3 på näst högsta rotation och användes av Carlsberg i deras lansering för nya smakupplevelser. 2018 års första singel fick hela 5 stycken New Music Friday-listor med Spotify runt om i världen.
I januari 2018 utsågs singeln ”Change of Heart”  till Veckans låt på P3. Därefter roterade låten på P3:s rotationer i mer än 8 veckor. Musikvideon till låten premiärspelades av Gaffa och är regisserad av Helena Widinghoff. Därefter har Isle of You spelat med Highasakite på Kägelbanan, Stockholm och i Pustevik, Göteborg. HYMN recenserade framträdandet.
I april 2019 släppte Isle of You sin nästa singel och spelade med Junior Brielle i Mejeriet, Lund. Singeln "Hold Tight" släpptes 5 april och blev utsedd till Veckans Låt i P3. 

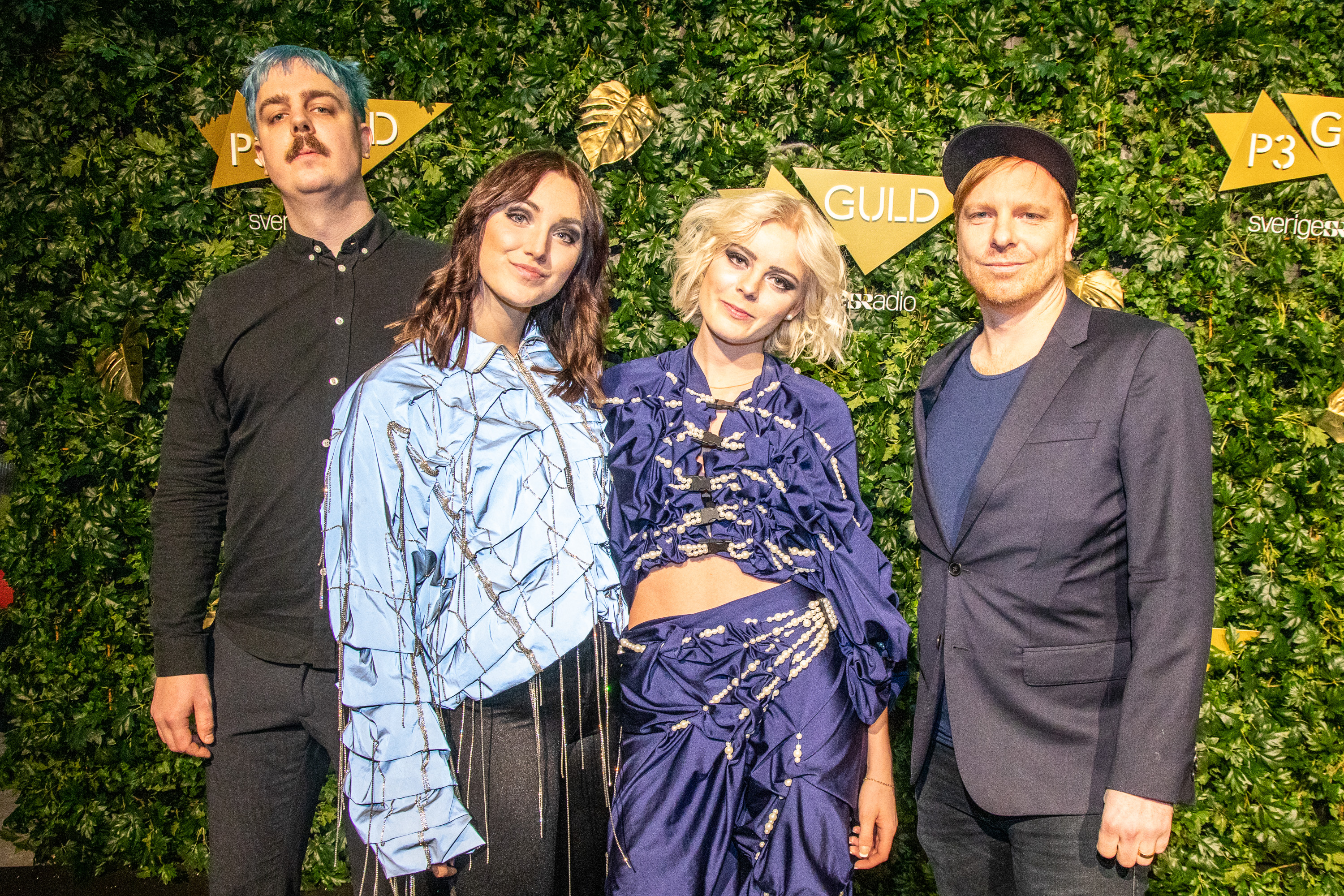
Isle of You tillsammans med producent Joakim Budde och manager Johan Ramström.

I maj 2019 utsåg Sveriges Radio P3 Isle of You till  "framtidens artist" med motiveringen "Vi älskar deras känslosamma låtar med starka refränger och snygga melodier som ibland för tankarna till Robyn, Icona Pop och Madonna. Det är storslagen pop att drömma sig bort till, såväl som att dansa till, skapad med stort hjärta av två nära vänner".
I december 2019 var Isle of You nominerade till  guld av P3 i kategorin Framtidens Artist.

## Diskografi

### Album
- 2019 – Party Until We’re in Love [19]

### Singlar
- 2016 – 50 +1
- 2017 – Mindcrime
- 2018 – Skintight[20]
- 2018 – Bodyguard
- 2018 – Backseat Ceremony[12]
- 2018 – Change of Heart[13]
- 2019 – Hold Tight